# José Luis Salgado
José Luis Salgado Gómez (né le 3 avril 1966 à Mexico au Mexique) est un joueur de football international mexicain qui évoluait au poste de défenseur, avant de devenir ensuite entraîneur.

## Biographie

### Carrière de joueur

#### Carrière en club
José Luis Salgado joue principalement en faveur du Pumas UNAM, de l'Estudiantes Tecos, et du Club América.
Il dispute un total de 399 matchs en première division mexicaine, inscrivant neuf buts.
Il remporte au cours de sa carrière un titre de champion du Mexique et une Coupe du Mexique. Il remporte également deux titres internationaux : une Coupe des champions de la CONCACAF et une Coupe des vainqueurs de coupe de la CONCACAF.
Il joue 15 matchs en Copa Libertadores. Il inscrit avec le Club América deux buts dans cette compétition : le premier, contre le Club Olimpia en avril 2000 (victoire 8-2), et le second contre le Club Bolívar en mai 2000 (victoire 1-2). Il est demi-finaliste de cette compétition lors de l'année 2000, en étant battu par le club argentin de Boca Juniors.

#### Carrière en sélection
José Luis Salgado reçoit trois sélections en équipe du Mexique, sans inscrire de but, entre 1987 et 1995.
Il participe avec l'équipe du Mexique à la Coupe du monde de 1994. Lors du mondial organisé aux États-Unis, il ne joue aucun match.

### Carrière d'entraîneur
Après avoir raccroché les crampons, il dirige les joueurs de l'Estudiantes Tecos.

## Palmarès
Pumas UNAM
| - Championnat du Mexique : - Vice-champion : 1987-88. - Coupe des champions de la CONCACAF (1) : - Vainqueur : 1989. |  | - Copa Interamericana : - Finaliste : 1990. |

| Monterrey - Coupe du Mexique (1) : - Vainqueur : 1991-92. |  | Estudiantes Tecos - Championnat du Mexique (1) : - Champion : 1993-94. - Coupe des vainqueurs de coupe de la CONCACAF (1) : - Vainqueur : 1995. |  | Monarcas Morelia - Championnat du Mexique : - Vice-champion : 2002 (Ouverture) - Coupe des champions de la CONCACAF - Finaliste : 2002. |